# Proeritroblasto
Un proeritroblasto (también llamado rubriblasto o pronormoblasto) es la primera de las cuatro etapas de desarrollo de un normoblasto.

## Histología
En su histología, es muy difícil distinguirlo de los otros "-blastos" (linfoblasto, mieloblasto, monoblasto y megacarioblasto). Su citoplasma se muestra azul en una tinción de hematoxilina-eosina, lo que indica que es basofílico.

## Origen

Hematopoyesis. El proeritroblasto es la célula de arriba de la segunda columna desde la izquierda

Los proeritroblastos derivan de células de la CFU-e (colonia hematopoyética de eritrocitos) y son los que generan los eritroblastos basofílicos. 

En ratones, los proeritroblastos son uno de los principales responsables de la expresión de altos niveles del receptor de la transferrina (receptor de la adquisición del hierro), del receptor de eritropoyetina (EpoR), de algunos c-Kits (receptores de factor de células madre), y son positivos en Ter119 (moléculas de adhesión celular). Su capacidad de proliferación es más limitada si la comparamos con su estado precedente: el CFU-e.

## Función
In vivo, y ya en su etapa como proeritroblastos, las células eritroides experimentan algunas divisiones celulares adicionales, al tiempo que regulan genes para la supervivencia como el Bcl-xL, adquieren y almacenan grandes cantidades de hierro, impulsan la síntesis de la hemoglobina y de otros genes eritroideos (en su mayor parte es un proceso GATA-1 dependiente favorecido por la señalización de EpoR, o receptor de la eritroproteína) y disminuye el tamaño de las células, eliminando en última instancia sus núcleos y liberándolas en el torrente sanguíneo como reticulocitos.

## "Pronormoblasto" y "proeritroblasto"
Algunas fuentes consideran sinónimos los términos "pronormoblasto" y "proeritroblasto". Sin embargo, otras fuentes consideran que el "proeritroblasto" es una fase anterior, que se divide en las dos categorías siguientes:
- "pronormoblasto", cuando presenta un desarrollo normal
- "promegaloblasto", cuando presenta un desarrollo anormal